# Campeonato Mundial de Tiro con Arco al Aire Libre de 2019
El L Campeonato Mundial de Tiro con Arco al Aire Libre se celebró en 's-Hertogenbosch (Países Bajos) entre el 9 y el 16 de junio de 2019 bajo la organización de la Federación Internacional de Tiro con Arco (World Archery) y la Federación Neerlandesa de Tiro con Arco.
Las competiciones se realizaron en dos sitios de la ciudad neerlandesa: la fase de clasificación y las eliminatorias en el campo de rugby The Dukes, y las finales en la plaza Parade ubicada enfrente de la Catedral de San Juan.

## Medallistas

### Masculino
| Evento                            | Oro                                                  | Plata                                              | Bronce                                                     |
| --------------------------------- | ---------------------------------------------------- | -------------------------------------------------- | ---------------------------------------------------------- |
| Arco recurvo individual (16.06)   | Brady Ellison Estados Unidos                         | Khairul Anuar Mohamad Malasia                      | Ruman Shana Bangladés                                      |
| Arco recurvo por equipo (16.06)   | Feng Hao Ding Yiliang Wei Shaoxuan China             | Tarundeep Rai Pravin Ramesh Jadhav Atanu Das India | Lee Seung-Yun Lee Woo-Seok Kim Woo-Jin Corea del Sur       |
| Arco compuesto individual (15.06) | James Lutz Estados Unidos                            | Anders Faugstad · Noruega                          | Kim Jong-Ho Corea del Sur                                  |
| Arco compuesto por equipo (15.06) | Kim Jong-Ho Yang Jae-Won Choi Yong-Hee Corea del Sur | Süleyman Araz Evren Çağıran Muhammed Yetim Turquía | Mike Schloesser · Peter Elzinga · Sil Pater · Países Bajos |

### Femenino
| Evento                            | Oro                                                   | Plata                                                   | Bronce                                                |
| --------------------------------- | ----------------------------------------------------- | ------------------------------------------------------- | ----------------------------------------------------- |
| Arco recurvo individual (16.06)   | Lei Chien-Ying China Taipéi                           | Kang Chae-Young Corea del Sur                           | Choi Mi-Sun Corea del Sur                             |
| Arco recurvo por equipo (16.06)   | Peng Chia-Mao Tan Ya-Ting Lei Chien-Ying China Taipéi | Kang Chae-Young Choi Mi-Sun Chang Hye-Jin Corea del Sur | Naomi Folkard Bryony Pitman Sarah Bettles Reino Unido |
| Arco compuesto individual (15.06) | Natalia Avdeyeva · Rusia                              | Paige Pearce Estados Unidos                             | Jyothi Surekha Vennam India                           |
| Arco compuesto por equipo (15.06) | Chen Yi-Hsuan Chen Li-Ju Huang I-Jou China Taipéi     | Paige Pearce Alexis Ruiz Cassidy Cox Estados Unidos     | Muskan Kirar Raj Kaur Jyothi Surekha Vennam India     |

### Mixto
| Evento                            | Oro                                        | Plata                                               | Bronce                                    |
| --------------------------------- | ------------------------------------------ | --------------------------------------------------- | ----------------------------------------- |
| Arco recurvo por equipo (16.06)   | Kang Chae-Young Lee Woo-Seok Corea del Sur | Gabriela Bayardo · Sjef van den Berg · Países Bajos | Vanessa Landi · Mauro Nespoli · Italia    |
| Arco compuesto por equipo (15.06) | So Chae-Won Kim Jong-Ho Corea del Sur      | Sophie Dodémont Pierre-Julien Deloche Francia       | Chen Yi-Hsuan Chen Chieh-Lun China Taipéi |

## Medallero
| Núm. | País           | Oro | Plata | Bronce | Total |
| ---- | -------------- | --- | ----- | ------ | ----- |
| 1    | Corea del Sur  | 3   | 2     | 3      | 8     |
| 2    | China Taipéi   | 3   | 0     | 1      | 4     |
| 3    | Estados Unidos | 2   | 2     | 0      | 4     |
| 4    | China          | 1   | 0     | 0      | 1     |
| 4    | Rusia          | 1   | 0     | 0      | 1     |
| 6    | India          | 0   | 1     | 2      | 3     |
| 7    | Países Bajos   | 0   | 1     | 1      | 2     |
| 8    | Francia        | 0   | 1     | 0      | 1     |
| 8    | Malasia        | 0   | 1     | 0      | 1     |
| 8    | Noruega        | 0   | 1     | 0      | 1     |
| 8    | Turquía        | 0   | 1     | 0      | 1     |
| 12   | Bangladés      | 0   | 0     | 1      | 1     |
| 12   | Italia         | 0   | 0     | 1      | 1     |
| 12   | Reino Unido    | 0   | 0     | 1      | 1     |
|      | TOTAL          | 10  | 10    | 10     | 30    |